# Jakob Samuel Weibel

Kirche und Pfarrhaus Erlenbach im Simmental, Aquatinta (1822)

Genfersee, oberhalb Rolle (nicht datiert)

Gemmipass, Touristen auf der Passstrasse oberhalb Leukerbad (1831)

Bern, Christoffelturm, Aquatinta (1795)

Jakob Samuel Weibel, genannt Samuel (geboren am 28. November 1771 in Bern; gestorben am 24. November 1846 ebenda), war ein Schweizer Kleinmeister, Maler und Kupferstecher. Sein Schaffen konzentrierte sich auf die Kantone Bern, Waadt und Wallis sowie auf Savoyen.

## Biografie
Jakob Samuel Weibel, Sohn eines Stuckateurs, war von bescheidener Herkunft. Er verfolgte eine künstlerische Karriere und begann eine Lehre bei Sigmund Freudenberger. Er arbeitete eng mit dem 25 Jahre älteren Balthasar Anton Dunker zusammen, bei dem er die Kunst der Radierung erlernte. 1792 entwickelte der junge Weibel seine Vorliebe für «Landschaft in der Kunst», zeichnete, gravierte und färbte seine ersten Künstlerabzüge, 1796 veröffentlichte er vierzehn Ansichten des Berner Oberlandes bei Emanuel Hortin in Bern.
1793 machte sich Weibel auf seine Entdeckung des Waadtlandes, um die unterschiedlichsten Landschaften abzubilden, was unter anderem zu seinen Ansichten des Schlosses Saint-Maurice (1793) oder Villeneuves (1795) führte. Er reiste um den Genfersee, wo er im Wallis und in Savoyen (Evian, Meillerie, Saint-Gingolph) arbeitete. Er ist besonders bekannt für seine Ansichten von 254 Pfarrhäusern in den Kantonen Bern, Freiburg, Solothurn und der Waadt. Eine Reihe von achtzehn Abbildungen bernischer Burgen stammt ebenfalls von ihm.
Mehrere Schweizer Kleinmeister liessen sich in Vevey nieder, so Michel-Vincent Brandoin († 1790), dessen Atelier Pierre Samuel Louis Joyeux und Karl Franz Xaver Wexelberg übernahmen. Im Jahr 1797 musste sich Wexelberg auf Anordnung der Behörden von Vevey nach Lausanne zurückziehen. Wahrscheinlich war es Weibel, der eine gewisse Zeit Joyeux ersetzte, um die grossen, mit «Joyeux/Wexelberg» signierten Leinwände zu bemalen. Weibel blieb zwischen 1804 und 1817 in Vevey, wobei dieser Aufenthalt mit vielen Reisen durchsetzt war.
1805 veröffentlichte er in Paris die Principes d’après nature en 24 planches, pour apprendre à dessiner le paysage d’une manière sûre et facile, dessinées et gravées par S. Weibel («Prinzipien der Natur in 24 Tafeln, um zu lernen, wie man die Landschaft auf sichere und einfache Weise zeichnet, gezeichnet und graviert von S. Weibel»). Der Katalog seiner gravierten Arbeiten enthält 681 Nummern. Weibel starb am 24. November 1846 in Bern.